# GOOD DAY (ラジオ番組)
『GOOD DAY』（グッデイ）は、2009年4月1日から2021年3月31日までFM FUJIで放送されていたワイド番組。

## 概要
かつてからFM FUJIでは平日デイタイムに「SOUND SPEC.」・「POWER STUDIO FROM FUJI」などの大型ワイド番組を放送してきたが、その流れを汲んで放送を開始した番組である。なお、読みは「グッデイ」であり、「グッドデイ」とは読まない。
番組は甲府市川田町のARIAにあるFM FUJI本社スタジオAから生放送を行っている。主に最新ニュース、トレンド情報、山梨県の観光情報や最新ヒットナンバーを中心に構成するほか、リスナーからのメール・FAXも広く募集する。また、2010年夏季辺りからは番組の情報などを掲載するための番組公式Twitterが運用される。2013年4月にスタッフの変更により投稿が一時停止したが、2017年6月18日に再開された。
パーソナリティはこれまでと同様月・火、水・木、金曜の各曜日に分かれ、3人が担当している。番組立ち上げから現在の時点で、前番組「POWER STUDIO FROM FUJI」より吉田美穂が引き続き水・木曜を担当しているほか、夕方の人気番組だった「RADIO-izm」最終期の火曜日担当だった野村富美江が金曜日担当に抜擢され、また月・火曜には森雄一が起用された。
2011年4月より水曜担当に鈴木ダイが加わり、従来の3人の担当から、月・火、水、木、金の4人の担当へ変更となり、森雄一だけが従来の月・火の2日間の担当となる。
2012年4月の改編で月・火曜担当だった森雄一が平日朝枠の「Yes! Morning」木・金曜担当になり、月・火曜担当には水曜担当だった鈴木ダイが、水曜担当は「Yes! Morning」木・金曜だった中野耕史が担当になった。
この時から番組名（GOOD DAY）の他に曜日別ごとのサブタイトルも付くようになった。
FM FUJIのワイド番組改編に伴い2021年3月31日をもって終了。

## 放送時間
- 2009年4月 - 2010年1月 月曜 - 金曜 10:00 - 15:48
- 2010年2月 - 3月 月曜 10:00 - 15:20、火曜 - 金曜 10:00 - 15:48
- 2010年4月 - 2014年3月 月曜 - 金曜 10:00 - 15:48
- 2014年4月 - ？ 月曜 - 金曜 10:00 - 15:54
- 2016年4月 - 2017年5月 月曜 10:00 - 15:48、火曜 - 木曜 10:00 - 15:54、金曜 10:00 - 15:44
- 2017年6月 - 2017年12月22日 月曜 10:00 - 15:48、火曜 - 金曜 10:00 - 15:44
- 2017年12月25日 - 2018年12月 月曜 10:00 - 15:50[注 1]、火曜・金曜 10:00 - 15:44、水曜・木曜 10:00 - 15:54
- 2019年1月 - 3月 月曜・水曜・木曜 10:00 - 15:49、火曜・金曜 10:00 - 15:44
- 2019年4月 - 2021年3月 月曜・水曜 10:00 - 15:49、火曜・木曜・金曜 10:00 - 15:44

## パーソナリティ

### 番組終了時点
- 黒江美咲（月曜担当、2019年4月1日[2] - 2021年3月29日）
- 鈴木ダイ（火曜担当、2012年4月3日[3] - 2021年3月30日）
  - 2012年4月2日[3] - 2017年3月27日[4]までは月曜も担当だった。2019年3月20日・27日は小川の代打として出演。
- 山川牧（水曜担当、2019年4月3日[5] - 2021年3月31日）
- 藤原恵子（木曜担当、2019年4月4日 - 2021年3月25日）
  - 2017年4月7日[6] - 2019年3月29日[7]までは金曜担当だった。
- 森雄一（金曜担当、2020年4月3日 - 2021年3月26日）
  - 2009年4月 - 2012年3月には月曜・火曜担当だった。

### 過去
| 期間      | 期間      | 月曜       | 火曜     | 水曜     | 木曜     | 金曜       |
| --------- | --------- | ---------- | -------- | -------- | -------- | ---------- |
| 2009.4.1  | 2011.4.1  | 森雄一     | 森雄一   | 吉田美穂 | 吉田美穂 | 野村富美江 |
| 2011.4.4  | 2012.3.30 | 森雄一     | 森雄一   | 鈴木ダイ | 吉田美穂 | 野村富美江 |
| 2012.4.2  | 2013.3.29 | 鈴木ダイ   | 鈴木ダイ | 中野耕史 | 吉田美穂 | 野村富美江 |
| 2013.4.1  | 2014.3.28 | 鈴木ダイ   | 鈴木ダイ | 櫻井彩子 | 渡辺麻耶 | 野村富美江 |
| 2014.3.31 | 2017.3.31 | 鈴木ダイ   | 鈴木ダイ | 小川もこ | 渡辺麻耶 | 野村富美江 |
| 2017.4.3  | 2018.3.30 | バロン山崎 | 鈴木ダイ | 小川もこ | 渡辺麻耶 | 藤原恵子   |
| 2018.4.2  | 2019.3.29 | 中馬祥子   | 鈴木ダイ | 小川もこ | 渡辺麻耶 | 藤原恵子   |
| 2019.4.1  | 2020.3.27 | 黒江美咲   | 鈴木ダイ | 山川牧   | 藤原恵子 | 佐藤千晶   |
| 2020.3.30 | 2021.3.31 | 黒江美咲   | 鈴木ダイ | 山川牧   | 藤原恵子 | 森雄一     |

## タイムテーブル
（※2012年4月現在。時刻は日本時間）
| 時刻  | コーナー                              | 概要 |
| ----- | ------------------------------------- | --- |
| 10:00 | オープニング                          | 前半3時間のコーナーを紹介                                                                                        |
| 10:30 | ONE STEP                              | その週にあたる記念日にちなんだキーワードを基に、3人の各DJがピックアップした洋楽もしくは邦楽の2 - 3曲をオンエア。 |
| 10:45 | KAITEKISEIKATSU RADIO SHOPPING        | ラジオショッピングコーナー                                                                                       |
| 11:20 | GLITTERING TIME                       | 各曜日のオリジナルコーナー。                                                                                     |
| 11:47 | 教えて！税理士さん（火）              | スタジオに税理士を迎えて税金に関することを詳しく解説するコーナー。                                               |
| 12:00 | 学びのむら（金）                      | 毎月、目標を決めてジャンルに問わず挑戦するコーナー。                                                             |
| 12:15 | FLASH BACK TRACKS                     | 懐かしの洋・邦楽から2 - 3曲選曲しておくる。                                                                      |
| 12:50 | NEWS&WEATHER INFORMATION              | ニュース・天気予報                                                                                               |
| 13:00 |                                       | 後半3時間のコーナー紹介                                                                                          |
| 13:25 | RECOMMEND TRACKS                      | 番組がお勧めする最新アルバムを紹介。                                                                             |
| 13:40 | DREAM TIME（最終週 木）               | 東京ディズニーリゾートの最新情報。                                                                               |
| 13:45 | KAITEKISEIKATSU RADIO SHOPPING        | ラジオショッピングコーナー                                                                                       |
| 14:00 | NEWS HEADLINE                         | ニュース |
| 14:10 | 富士の国やまなし（夏季）              | 山梨県の観光情報。                                                                                               |
| 14:10 | SKI INFORMATION 〜SPUR CALL〜（冬季） | ゲレンデ情報 |
| 14:15 | FLASH BACK TRACKS                     | |
| 14:31 | 風間深志の地球元気村（月）            | |
| 14:31 | LIFE TOPICS（木）                     | |
| 14:40 | KOFU CITY GUIDE（金）                 | 甲府市からの最新情報。                                                                                           |
| 15:00 | COLORFUL 5                            | スポーツや旅行など、実際に体験、取材したDJ独自の観点で紹介。                                                     |
| 15:43 | エンディング                          | 番組プレゼント当選者発表 他                                                                                      |

随時、交通情報・天気予報を挿入。

## 以前にあったコーナー
- ローソン研究所〜美味しくし隊〜（木）
- NUMBER OF FORTUNE（金）
- GLITTERING TIME
  - PICK UP SPOT（月）
  - キャメラジ（水）

## 番組に関する出来事
- 2009年6月17日、18日の水・木曜担当の吉田美穂が体調不良のため、17日には夕方枠の「PUMP UP RADIO」木曜DJを担当しているJIRO[注 3]が、18日には「PUMP UP RADIO」月曜DJ（当時）を担当していた稲葉智美[注 4]がピンチヒッターを担当した[注 5]。
- 2009年6月19日の金曜担当の野村富美江が体調不良のため、夕方枠の「PUMP UP RADIO」月曜DJ（当時）を担当していた稲葉智美がピンチヒッターを担当した。
- 2009年11月16日、17日の月・火曜担当の森雄一が体調不良のため、金曜担当の野村富美江がピンチヒッターを担当した。これにより、本番組の担当パーソナリティ全員が体調不良で欠席したことになる。
- 2010年2月8日 - 3月29日の月曜日のみ「GREEN CHALLENGE〜FROM GREEN STATION〜（DJ・蒼井里紗）」放送のため、15:20で終了していた。
- 2011年3月11日の放送は、生放送中の14:46頃に発生した東北地方太平洋沖地震（FM FUJIでは東日本大震災と表記）により14:50頃から報道特別番組に切り替わり、放送は打ち切り[注 6]になった。
- 2013年11月11日、12日の月・火曜担当の鈴木ダイがスペインへ海外旅行でお休みで、11日の月曜はルーシー・ケントが、12日の火曜は金曜担当の野村富美江がお留守番DJとしてピンチヒッター担当になった。[注 7]
- 2013年4月 - 2014年3月の月・火曜担当の鈴木ダイが番組のオープニングで毎回、本社スタジオ前のリスナーが観覧している屋外へ出てきて気温・天気の概況を伝えてリスナーにインタビューなどをしてから番組タイトルコール後はスタジオ内へ戻って放送していた。リスナーが誰もいない時は鈴木ダイ本人だけ番組タイトルコールを言う時もあった。2014年4月以降はオープニングから基本的にスタジオ内から放送しているが、祝日等の休日にリスナー観覧が多い時に鈴木ダイ本人の気分次第でオープニングに外へ出てくる時もある。
- 2014年2月17日 - 19日の放送は、2014年2月14日の山梨を中心に降った大雪の影響で月・火曜担当の鈴木ダイ、水曜担当の櫻井彩子が交通手段がすべて寸断されてしまい山梨の本社スタジオへ来れずに、2月14日から東京へ帰れずに山梨へ留まっていた金曜担当の野村富美江が2月17日、18日のピンチヒッター担当になり、FM FUJIアナウンサーの東城佑香が2月19日のピンチヒッター担当になった。
- 2019年3月13日の放送は、小川もこが体調不良により途中降板したため、10:40頃より『Yes! Morning』水曜担当の東城佑香が代理で出演した（一部コーナーは事前収録だったためそのまま小川が出演した）。20日・27日の放送は、鈴木ダイが代理で出演した。